# Astiphromma albitarse
Astiphromma albitarse är en stekelart som först beskrevs av Carl Gustav Alexander Brischke 1880.  Astiphromma albitarse ingår i släktet Astiphromma och familjen brokparasitsteklar. Arten är reproducerande i Sverige. Inga underarter finns listade.